# Аланхе (замок)
Аланхе — замок в муниципалитете Аланхе в провинции Бадахос, Испания. Он возвышается над Серро-де-Кулебра на высоте 485 м (поэтому его также называют замок де-ла-Кулебра), на обрывистой гранитной скале.
С остатков этой крепости можно различить замки Орначос и Монтемолин. Поскольку замок расположен на высоте 200 м над равниной, с него можно с лёгкостью увидеть не только деревню Аланхе, но и её окрестности: Мериду и место, где Матачел впадает в Гвадиану (на севере), плотину Аланхе (на западе) и самые северные границы болот (на юге).

## История
Замок Аланхе был построен во времена римской Испании. Тогда крепость была известна как Castrum Colubri, отсюда и произошло современное название Кулебра. После завоевания полуострова арабами замок был перестроен в Хинкс-аль-Ханаш. В 1243—1245 годах замок перешёл к Ордену Сантьяго. Замок использовался до 1550 года, далее был заброшен.
То, что можно видеть сейчас — это изменения христианской эпохи, сделанные из кирпичной кладки в мусульманском стиле. В частности, сохранилась Башня Чести и часть стен, так же, как и Врата Солнца — арка у входа в замок.